# Enzo Merolle
Enzo Merolle (Roma, 19 maggio 1912 – Roma, 23 dicembre 1977) è stato un produttore cinematografico italiano attivo dagli anni cinquanta al 1964 con film di genere vario.

## Biografia
Nato a Santa Croce un quartiere centrale di Roma, appassionato di cavalli da corsa, alla fine della seconda guerra mondiale si trovò a frequentare l'ambiente cinema che in quei tempi richiedeva spesso la presenza di cavalli nelle riprese.
Partecipò come organizzatore, agli inizi degli anni '50, alla realizzazione del film Camicie rosse di Goffredo Alessandrini con Anna Magnani. In seguito fondò la casa di produzione cinematografica Glomer che iniziò la sua attività professionale con film di genere sentimentale come Cuore di mamma e Torna piccina mia che riscossero un buon successo.
La Glomer film in pochi anni
consolidò il proprio patrimonio producendo alcuni titoli importanti, quali "Il segno di Roma", interpretato da Anita Ekberg, e "Costa azzurra" con Alberto Sordi e Giovanna Ralli ottenendo importanti successi di
pubblico.

## Filmografia

### Produttore
- La prigioniera di Amalfi, regia di Giorgio Cristallini (1954)
- Cuore di mamma, regia di Luigi Capuano (1955)
- Torna piccina mia, regia di Carlo Campogalliani (1955)
- L'amore nasce a Roma, regia di Mario Amendola (1958)
- Il corsaro della mezza luna (Il corsaro della mezzaluna), regia di Giuseppe Maria Scotese (1958)
- Nel segno di Roma, regia di Guido Brignone (1958)
- Costa Azzurra, regia di Vittorio Sala (1959)
- L'assedio di Siracusa, regia di Pietro Francisci (1960)
- La regina delle Amazzoni, regia di Vittorio Sala (1960)
- Ponzio Pilato, regia di Gian Paolo Callegari e Irving Rapper (1962)
- I don giovanni della Costa Azzurra, regia di Vittorio Sala (1962)
- Quanto costa morire, regia di Sergio Merolle (1968)

### Direttore di produzione
- Amo un assassino, regia di Baccio Bandini (1951)
- Viva il cinema!, regia di Giorgio Baldaccini e Enzo Trapani (1952)
- Camicie rosse, regia di Goffredo Alessandrini e Francesco Rosi (1952)
- Finalmente libero, regia di Mario Amendola e Ruggero Maccari (1953)